# Cherry Orchard
Cherry Orchard är en stadsdel i Irlands huvudstad Dublin, 9 km väster om stadens centrum. Cherry Orchard ligger 54 meter över havet och antalet invånare är 7 924.